# Sam Smith (futbolista)
Samuel Toby Smith (Mánchester, 8 de marzo de 1998) es un futbolista inglés que juega como delantero en el Wrexham A. F. C. de la EFL Championship.

## Carrera

### Reading (2016-2021)
Smith firmó su primer contrato profesional con Reading en 2016.  Hizo su debut durante una victoria por 2-0 en la Copa EFL sobre Gillingham el 8 de agosto de 2017, y marcó su primer gol para Reading en la eliminatoria de segunda ronda de la copa contra Millwall el 22 de agosto.
En febrero de 2018, Smith firmó un nuevo contrato con Reading hasta el final de la temporada 2020-21.

### Períodos de préstamo (2016-2021)
El 26 de agosto de 2016, Smith se unió al Bishop's Stortford en un préstamo de cuatro meses. En julio de 2018 se unió al Oxford United de la League One en un préstamo por una temporada. Hizo su debut como suplente en el primer partido de la temporada de la liga, una derrota por 4-0 como visitante ante el Barnsley. Su primer inicio y debut en casa se produjo en el siguiente partido, una derrota por 2-0 ante el Fleetwood Town. Marcó su primer gol para Oxford en una victoria por 3-0 en el EFL Trophy sobre Fulham Under 21s el 4 de septiembre de 2018. Su préstamo finalizó temprano a fines de 2018, con el récord de Smith en 3 goles (todos en el EFL Trophy) en 23 apariciones en todas las competiciones.
En enero de 2019, Smith fichó cedido por el Shrewsbury Town hasta el final de la temporada 2018-19. Jugó la temporada 2019-20 con el Cambridge United en la League Two, y la primera mitad de la temporada 2020-21 con el Tranmere Rovers. Después de hacer cinco apariciones, Smith regresó a Reading  antes de firmar un contrato de préstamo con el Cheltenham Town el 29 de enero de 2021.

### Cambridge United (2021-23)
El 11 de mayo de 2021, el Reading anunció que Smith abandonaría el club al expirar su contrato el 30 de junio de 2021. El 7 de julio de 2021, Smith firmó un acuerdo permanente con el Cambridge United, firmando un contrato de 2 años.
Quedó libre al final de la temporada 2022-23.

### Reading (2023-2025)
El 17 de julio de 2023, Smith regresó al Reading, firmando un contrato de tres años con el club.

### Wrexham (2024-)
El 31 de enero de 2025, Smith fichó por el Wrexham por una "importante cantidad no revelada", firmando un contrato de tres años y medio con opción a prórroga.

## Palmarés

### Títulos nacionales
| Título     | Club                  | País       | Año     |
| ---------- | --------------------- | ---------- | ------- |
| League Two | Cheltenham Town F. C. | Inglaterra | 2020-21 |